# Bogdan Vaštšuk
Bogdan Vaštšuk (ros. Богдан Ващук, ur. 4 października 1995 w Tallinnie) – estoński piłkarz rosyjskiego pochodzenia występujący na pozycji pomocnika w Al-Shabab SC oraz w reprezentacji Estonii.

## Kariera klubowa
Grę w piłkę nożną rozpoczął w wieku 9 lat w akademii klubu Tallinna KSK FC Štrommi. Następnie w latach 2006–2008 szkolił się w Tallinna FC TVMK. W pierwszej połowie 2009 roku w barwach SC Bercy Tallin oraz reprezentacji Estonii U-15 występował w ogólnokrajowych ligach juniorskich. Latem 2009 roku został piłkarzem akademii Tallinna FC Infonet. W sezonie 2010 grał na wypożyczeniu w zespole Tallinna Kalev/Nõmme Kalju (Eliitliiga U-17). Na początku 2011 roku został przez sztab szkoleniowy Tallinna FC Infonet zgłoszony do rozgrywek Esiliigi. 13 marca 2011 rozegrał pierwszy mecz na poziomie seniorskim przeciwko Kiviõli Tamme Auto (2:1), w którym zdobył bramkę. W sezonie 2011 zaliczył łącznie 13 występów i strzelił 3 gole.
Na początku 2012 roku przeniósł się do Dinama Moskwa, gdzie trenował przez 1,5 roku w tamtejszej akademii. Zdecydował się opuścić Rosję, gdyż po osiągnięciu pełnoletniości musiałby zrzec się obywatelstwa rosyjskiego lub estońskiego. Będąc wówczas młodzieżowym reprezentantem Estonii, zdecydował się reprezentować dalej kraj swojego urodzenia. We wrześniu 2013 roku podpisał trzyletnią umowę z Reading FC, gdzie grał w rezerwach i zespołach U-18 i U-21. W sezonie 2015/16 występował na wypożyczeniu w Farnborough FC (Ryman League Premier Division), gdzie w 22 spotkaniach zdobył 11 bramek.
W sierpniu 2016 roku Vaštšuk został piłkarzem Riga FC. 25 września 2016 zadebiutował w Virslīdze w przegranym 0:1 meczu z FK Jelgava, w którym zmienił go Aristide Bancé. W sezonie 2017 z 8 golami był najskuteczniejszym strzelcem w zespole. 19 lipca 2018 zadebiutował w europejskich pucharach w meczu z CSKA Sofia (1:0, 3:5 k.), w kwalifikacjach Ligi Europy 2018/19. Po zakończeniu serii rzutów karnych został ukarany wraz z trzema innymi graczami czerwoną kartką za udział w bójce. W sierpniu 2018 roku został wypożyczony na rok do Lewskiego Sofia prowadzonego przez Ljubomira Petrovicia. 16 września zanotował pierwszy występ w Pyrwej PFL w spotkaniu przeciwko Łokomotiwowi Płowdiw (0:1). Łącznie w sezonie 2018/19 rozegrał 10 meczów, nie zdobył żadnej bramki. W międzyczasie, będąc oficjalnie piłkarzem Riga FC, otrzymał tytuły mistrza Łotwy oraz zdobywcy Pucharu Łotwy za sezon 2018.
W sierpniu 2019 roku Vaštšuk został zawodnikiem Tallinna FCI Levadia trenowanej przez Aleksandara Rogicia. 27 sierpnia zadebiutował w Meistriliidze w zremisowanym 1:1 meczu z Tartu JK Tammeka. W sezonie 2021 wywalczył ze swoim klubem krajowy dublet. 8 lutego 2022 został na okres jednej rundy wypożyczony do Worskły Połtawa (Premier-liha). Dwa tygodnie później, z powodu inwazji Rosji na Ukrainę, powrócił do Tallinna FCI Levadia, nie zaliczając żadnego oficjalnego występu w barwach Worskły.
20 lipca 2022 podpisał dwuletni kontrakt ze Stalą Mielec. 25 lipca zaliczył pierwszy występ w Ekstraklasie w meczu z Radomiakiem Radom (1:1). 31 sierpnia 2022 zdobył swoją jedyną bramkę dla Stali w spotkaniu z ŁKS Łódź w Pucharze Polski (2:2, 4:3 k.). W rundzie jesiennej sezonu 2022/23 rozegrał 5 meczów, nie zdobył żadnego gola. W styczniu 2023 roku przeszedł do Sligo Rovers FC. 3 marca zadebiutował w League of Ireland Premier Division w przegranym 0:1 spotkaniu przeciwko Drogheda United.

## Kariera reprezentacyjna
20 kwietnia 2010 zadebiutował w reprezentacji Estonii U-16 w towarzyskim meczu z Polską w Tallinnie (0:0). 29 września 2010 zdobył pierwszą bramkę w narodowych barwach w spotkaniu z Irlandią U-16 w Dublinie (2:3). W latach 2010–2011 występował w kadrze U-17, w której rozegrał 7 spotkań, w tym 3 w eliminacjach Mistrzostw Europy 2011. W 2013 roku grał w reprezentacji Estonii U-19. Rozegrał dla niej 5 meczów i zdobył 1 bramkę. W latach 2014–2015 zaliczył 8 spotkań w kadrze U-21, dla której strzelił 2 bramki. W 2015 roku przed meczem z San Marino U-21 skonfliktował się z trenerem Martinem Reimem. Zdaniem selekcjonera, Vaštšuk odmówił dalszego reprezentowania Estonii.
W marcu 2021 roku został przez Thomasa Häberliego powołany do seniorskiej reprezentacji Estonii na mecze eliminacji Mistrzostw Świata 2022 z Czechami i Białorusią oraz towarzyskie spotkanie ze Szwecją. Przed rozpoczęciem zgrupowania Häberli z powodu zachorowania na COVID-19 został tymczasowo zastąpiony przez Martina Reima. 24 marca 2021 Vaštšuk zadebiutował w meczu z Czechami w Lublinie, przegranym 2:6. W spotkaniu tym wystąpił on od początku i został zmieniony w 82. minucie.

## Życie prywatne
Wychował się w Tallinnie w dzielnicy Kopli. Posługuje się jedynie językiem rosyjskim. Jego rodzice są obywatelami Rosji. Jego dziadek ze strony ojca pochodzi z Równego, a babcia z obwodu donieckiego.

## Sukesy
Estonia
- Baltic Cup: 2020

Riga FC
- mistrzostwo Łotwy: 2018
- Puchar Łotwy: 2018

Tallinna FCI Levadia
- mistrzostwo Estonii: 2021
- Puchar Estonii: 2020/21